# Carolin-Sophie Härling
Carolin-Sophie Härling (* 21. März 1991 in Frankfurt (Oder)) ist eine deutsche Fußballspielerin, die sowohl auf der Position der Torhüterin als auch als Stürmerin spielt.

## Karriere
Härling begann das Fußballspielen beim 1. FC Zeitz und gelangte über den FC Sachsen Leipzig zum Leipziger FC 07. Vom Nordost-Regionalligisten wechselte sie im Januar 2010 zum damaligen Zweitligisten 1. FC Lokomotive Leipzig. In ihrer ersten Halbserie für Lokomotive kam sie zu fünf Einsätzen: Zwei davon als Ersatz für die etatmäßige Torfrau Sandra Schumann, drei als Feldspielerin. In der Saison 2010/11, in der mit der Mannschaft als Zweitplatzierter der 2. Bundesliga Nord der Aufstieg in die Bundesliga gelang, absolvierte sie als Torhüterin jedes Spiel der Leipzigerinnen über die volle Distanz; lediglich am 22. und letzten Spieltag wurde sie in der 90. Minute für Griseldis Meißner ausgewechselt. Im darauffolgenden Jahr in der Bundesliga behielt Härling ihre Position als Stammtorhüterin der Mannschaft und wurde lediglich am 4. und 5. Spieltag von Gaëlle Thalmann vertreten. In den Saisons 2010/11 und 2011/12 kam sie zu je einem Einsatz im DFB-Pokal.
Nach dem Abstieg des 1. FC Lokomotive Leipzig aus der Bundesliga wechselte Härling im Juni 2012 zum Stadtrivalen SV Eintracht Leipzig-Süd in die Regionalliga Nordost, wo sie von der Torhüterposition in den Angriff wechselte, mit der Mannschaft 2014 die Meisterschaft errang und dazu als Torschützenkönigin mit 26 Toren in 21 Spielen maßgeblich beitrug. 2014/15 wurde sie mit 18 Toren in 22 Spielen erneut Torschützenkönigin der Regionalliga Nordost. Zur Saison 2015/16 wechselte Härling zum Ligakonkurrenten 1. FFC Fortuna Dresden und kam dort in den folgenden drei Spielzeiten zu 42 Ligaeinsätzen, in denen ihr 22 Tore gelangen. Im Sommer 2018 wechselte sie zurück in die Bundesliga zum MSV Duisburg.

## Erfolge
- Aufstieg in die Bundesliga 2011 (mit dem 1. FC Lokomotive Leipzig)
- Meister Regionalliga Nordost 2013/14 (mit dem SV Eintracht Leipzig-Süd)
- Torschützenkönigin der Regionalliga Nordost 2013/14 und 2014/15